# Haworthia herbacea var. lupula
Haworthia herbacea var. lupula és una varietat de Haworthia herbacea del gènere Haworthia de la subfamília de les asfodelòidies.

## Descripció
Haworthia herbacea var. lupula és una petita planta suculenta perennifòlia que es distingeix per la flor rosada més gran i per les fulles més amples i curtes que són més finament clapejades i lleugerament menys escabrides que les típiques. Les rosetes tenen un diàmetre de 3 a 4 cm i que fan fillols lentament.

## Distribució i hàbitat
Aquesta varietat creix a la província sud-africana del Cap Occidental, on només creix al voltant de Villiersdorp, que és l'extrem sud-oest de la zona de distribució d'herbacea. Aquest és un dels elements que es repeteix a través de les muntanyes del Cap i que suggereixen una ascendència comuna d'aquí per almenys el subgènere Haworthia. Les similituds amb H. vlokii, H. mirabilis var. consanguinea, H. maculata, H. variegata var. modesta (a la muntanya Potberg) i a H. turgida a gran altitud. Es produeix en gresos, que no són típics de les herbàcies, i creix entre els líquens de les escletxes de les roques i de vegades molt ben amagat.

## Taxonomia
Haworthia herbacea var. lupula va ser descrita per M.B.Bayer i publicat a Haworthia Revisited: 86, a l'any 1999.
Etimologia
Haworthia: nom en honor del botànic britànic Adrian Hardy Haworth (1767-1833).
herbacea: epítet llatí que vol dir "herbaci".
var. lupula: epítet llatí que significa "llop petit com a referència a l'origen".
Sinonímia
- Haworthia lupula (M.B.Bayer) M.Hayashi, Haworthia Study 3: 13 (2000).[7]